# 16-я гвардейская механизированная бригада
16-я гвардейская механизированная Львовская ордена Ленина, Краснознамённая, орденов Суворова, Кутузова и Богдана Хмельницкого бригада — гвардейская механизированная бригада Красной армии ВС СССР в годы Великой Отечественной войны.
Условное наименование — войсковая часть полевая почта (в/ч пп) № 60524.
Сокращённое наименование — 16 гв. мехбр.

## История формирования
16-я гвардейская механизированная бригада ведёт свою историю от сформированного в Пермской области в 1932 году, на базе кадров 169-го стрелкового полка 57-й Уральской стрелковой дивизии, 244-го территориального стрелкового полка 82-й территориальной стрелковой дивизии.
Полк в составе дивизии вошёл в состав 13-го стрелкового корпуса Приволжского военного округа. С мая 1935 года Уральского военного округа.
С 30 мая 1939 года, на базе 244-го стрелкового полка, артиллерийских и танковых частей 82-й стрелковой дивизии (в/ч 5278), началось формирование дивизии второй очереди — 82-й стрелковой дивизии. Формирование дивизии проходило в городе Пермь и лагере Бершеть Пермской области Уральского военного округа. Дивизия предназначалась специально для отправки в район боев на Халхин-Голе. Формирование дивизии было закончено 16 июня 1939 года, согласно директиве НШ УрВО № 41/00336 от 7 июня 1939 года. В том числе в составе дивизии был сформирован и 72-й стрелковый полк (условное наименование — в/ч 601). Поскольку использовать действительные наименования войсковых частей было категорически запрещено, за подлинным наименованием полка прочно закрепился его условный номер — 601-й стрелковый полк.
За проявленные в боях на Халхин-Голе c японскими захватчиками доблесть и мужество 601-й стрелковый полк 82-й стрелковой дивизии 17 ноября 1939 года награждён орденом Красного Знамени.
С 3 по 10 марта 1940 года 82-я стрелковая дивизия, на основании директивы НКО СССР № 0/2/103687 от 15 января 1940 года, директивы ГШКА от 7 февраля 1940 года и приказа Военного совета 1-й армейской группы № 0029 от 3 марта 1940 года, перешла на штат мотострелковой дивизии. 601-й стрелковый Краснознамённый полк был переформирован в 601-й мотострелковый Краснознамённый полк.
Директивой Генерального штаба № 002654 от 6 октября 1941 года 82-я мотострелковая дивизия была отправлена по железной дороге в район г. Москва в распоряжение Ставки ВГК. Начало погрузки — 18 часов 7 октября 1941 года.
22 октября 1941 года дивизия вошла в состав Действующей армии.
К 25 октября 1941 года была переброшена под Москву в район г. Загорск Московской области и включена в состав 5-й армии Западного фронта.
Первый бой 601-й стрелковый Краснознамённый полк принял у Дорохово. К 10 января 1942 года 210-й мотострелковый полк овладел совхозом Дубки, Ляхово, а 601-й стрелковый полк занял Выглядовку.
К исходу дня 12 января 82 мсд во взаимодействии с 50 сд и 60 сбр овладела Дорохово и железнодорожной станцией, а также узлом шоссейных дорог южнее Дорохово. Её 210-й мотострелковый полк вышел на линию 1,5 км северо-западнее, а 601-й мотострелковый полк юго-западнее Дорохово между шоссейными дорогами Москва-Минск, Москва-Можайск.
Приказом НКО СССР № 78 от 17 марта 1942 года за проявленную отвагу в боях с немецкими захватчиками, стойкость, мужество, дисциплинированность и героизм личного состава 82-я мотострелковая дивизия преобразована в 3-ю гвардейскую мотострелковую дивизию, а её 601-й мотострелковый полк в 5-й гвардейский мотострелковый полк.
С мая 1942 года до июня 1943 года в составе войск Западного фронта вела оборонительные бои. После отдыха и пополнения дивизия в августе 1942 года в составе 5 А участвовала в Ржевско-Сычевской наступательной операции, вела тяжёлые бои в Карманово и Зубково.
В октябре 1942 года — марте 1943 года в составе 29-й, затем снова 5-й армии вела бои в районе Карманово (35 км северо-западнее Гжатска). В декабре 1942 года вела бои за Сычёвку, затем воевала на Минском шоссе. В Ржевско-Вяземской наступательной операции 1943 года дивизия одной из первых 13 марта освободила Вязьму, и дошла до г. Дорогобуж. В апреле 1943 года выведена в резерв.
В июне 1943 года был создан 6-й гвардейский механизированный корпус, сформированный на базе 3-й гвардейской мотострелковой дивизии (5-й и 6-й гвардейские мотострелковые полки) и 49-й механизированной бригады 5-го механизированного корпуса. 5-й гвардейский мотострелковый полк стал 16-й гвардейской механизированной бригадой

## Участие в боевых действиях
Период вхождения в действующую армию: 20 июля 1943 года — 19 сентября 1943 года, 27 февраля 1944 года — 11 мая 1945 года.
16-я гвардейская механизированная бригада до конца войны в составе 6-го гвардейского механизированного корпуса участвовала в операциях:
- Орловской наступательной операции (операция «Кутузов») [12.07.1943 — 18.08.1943]
- Проскуровско-Черновицкой наступательной операции [04.03.1944 — 17.04.1944]

В Львовско-Сандомирской наступательной операции. (С 13 июля по 3 сентября 1944 года) 6-й гвардейский механизированный корпус и его бригады прошли в боями более 300 километров.
В ходе Львовско-Сандомирской наступательной операции бригада участвовала в освобождении Перемышлян (освобождёны 20 июля 1944 года).
27 июля 1944 года освобождён Львов. Приказом Верховного Главнокомандующего от 10 августа 1944 года № 0256 6-му гвардейскому механизированному Краснознамённому корпусу и его частям (16-й гвардейской механизированной бригаде, 1-му гвардейскому самоходному артиллерийскому полку, 396-му зенитному артиллерийскому полку), отличившимся в боях за овладение городом Львов, присвоено наименование «Львовских».
В Сандомирско-Силезской наступательной операции 1945 года бригада во взаимодействии с другими соединениями разгромила группировку немецко-фашистских войск в районе города Кельце, за что 19 февраля 1945 года была награждена орденом Суворова II степени.
18 января 1945 года бригада форсировала реку Пилица и во взаимодействии с 17-й гв. мехбригадой, 6-го гв. мк и 52-й гв. тбр, 3-й гв. ТА освободила город Петроков (Петрокув). В ночь на 26 января форсировала реку Одер (Одра) и захватила плацдарм севернее Штейнау (Сьцинава). За успешное форсирование реки 11 воинам, в том числе командиру бригады полковнику В. Е. Рывжу было присвоено звание Героя Советского Союза.
В феврале — марте бригада вела упорные бои в Силезии, в ходе которых 13 февраля форсировала реку Бубр, а 16 февраля реку Нейсе. За образцовое выполнение заданий командования в Верхне-Силезской наступательной операции она была награждена 26 апреля 1945 года орденом Кутузова II степени.
В Берлинской наступательной операции бригада в составе корпуса была введена 17 апреля в полосе 5-й гв. А и участвовала в разгроме гитлеровцев юго-восточнее Берлина. За высокое воинское мастерство, доблесть и отвагу, проявленные личным составом при завершении прорыва сильно укреплённой обороны противника на реке Нейсе, развитии наступления и овладении городом Беелиц (Белиц), 28 мая 1945 года была награждена орденом Богдана Хмельницкого 2-й степени.
С 24 апреля бригада вместе с другими соединениями армии вела ожесточённые бои за овладение городом Бранденбург, в ходе которых вышла на реку Хафель, где соединилась с частями 1-го Белорусского фронта. 1 мая овладела г Бранденбург. За боевые отличия в Берлинской операции 28 мая 1945 года была награждена орденом Ленина.
16-я гвардейская механизированная Львовская ордена Ленина Краснознамённая орденов Суворова, Кутузова и Богдана Хмельницкого бригада свой боевой путь завершила в Пражской наступательной операции. За образцовое выполнение задач при освобождении города Прага 114-му гвардейскому (бывшему 28-му) танковому полку 11 июня 1945 года было присвоено почётное наименование «Пражский».

## Послевоенная история
24 июня 1945 года, на основании приказа НКО СССР № 0013 от 10 июня 1945 года, 16-ю гвардейскую механизированную бригаду преобразовали в 16-й гвардейский механизированный полк 6-й гвардейской механизированной дивизии (в/ч пп 89428). 114-й гвардейский танковый полк был переформирован в 114-й гвардейский танковый батальон.
В ноябре 1946 года в связи с сокращением личного состава Вооружённых сил СССР 6-я гвардейская механизированная дивизия была преобразована в 6-й гвардейский отдельный кадровый механизированный полк. А её полки были переформированы в отдельные кадровые батальоны и дивизионы; отдельные батальоны — в отдельные кадровые роты и батареи. 16-й гвардейский механизированный полк свёрнут в 16-й гвардейский кадровый механизированный батальон.
В 1949 году 16-й гвардейский механизированный Львовский ордена Ленина Краснознамённый орденов Суворова, Кутузова и Богдана Хмельницкого полк был развернут до полного штата.
17 мая 1957 года 16-й гвардейский механизированный полк, в связи с переходом на новый штат, был преобразован в 16-й гвардейский мотострелковый Львовский ордена Ленина Краснознамённый, орденов Суворова, Кутузова и Богдана Хмельницкого полк (в/ч 60524) 6-й гвардейской мотострелковой дивизии.

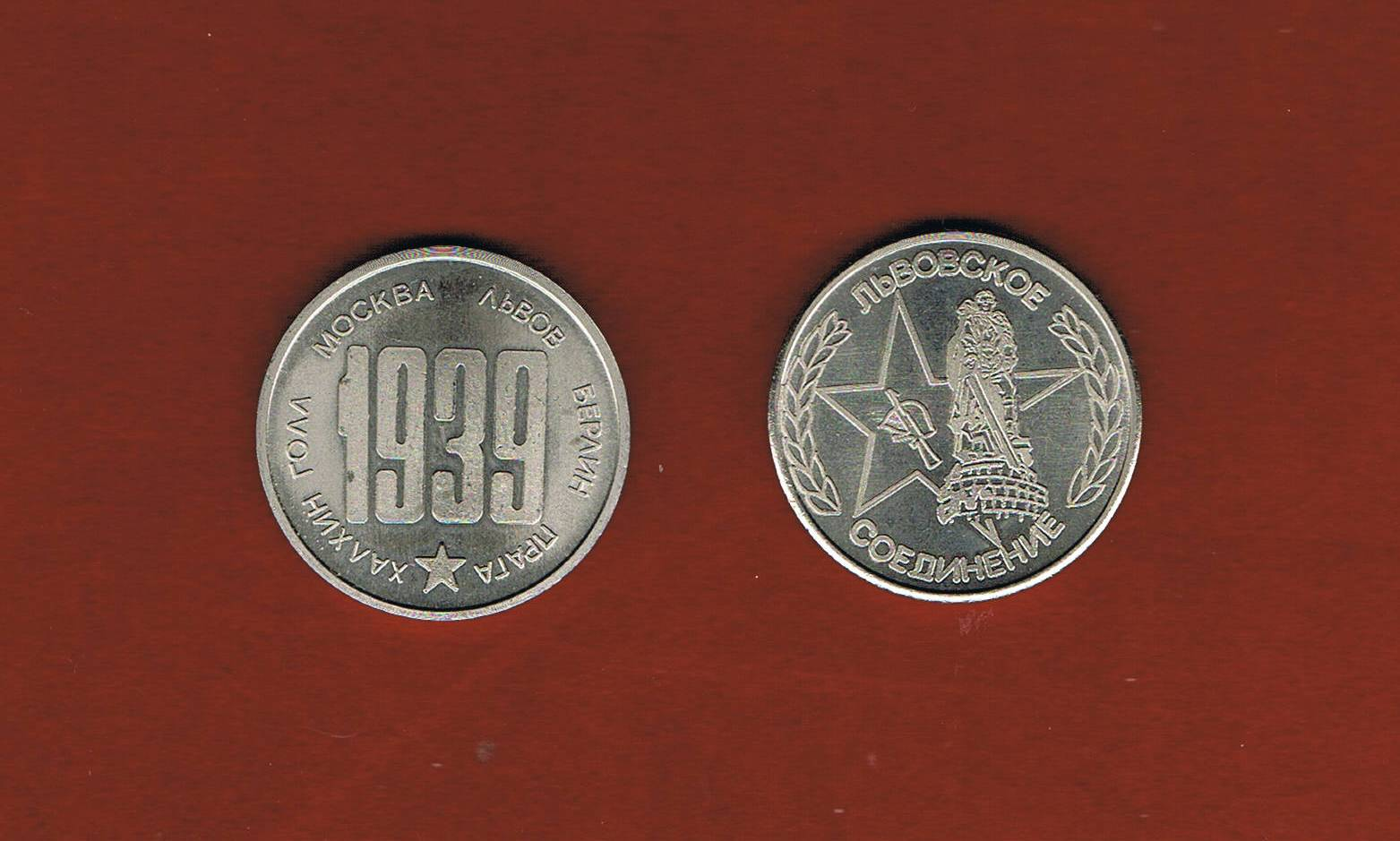
Памятная медаль. «Львовское соединение 1939». 6-я гв. мсд. Бернау ГСВГ 1984.

В феврале 1985 года, в соответствии с директивами Министра обороны СССР № 314/1/00900 от 4 декабря 1984 г. и Генерального штаба ВС СССР № 314/3/0224 от 8 февраля 1985 г. 6-я гвардейская мотострелковая дивизия была переформирована в 90-ю гвардейскую танковую Львовскую ордена Ленина Краснознамённую ордена Суворова дивизию (в/ч 61150).
Произошёл обмен нумерацией и типом с 90-й гвардейской танковой Витебско-Новгородской дважды Краснознамённой дивизией СГВ (Польша).
Полк был переформирован в 6-й гвардейский танковый Львовский ордена Ленина, Краснознамённый орденов Суворова, Кутузова и Богдана Хмельницкого полк (в/ч 60524), с местом дислокации Бад-Фрайенвальде.
В 1993 году 90-я гвардейская танковая дивизия (формирования 1985 года) была выведена в Сельское поселение Черноречье Волжского района Самарской области и вошла в состав 2-й гвардейской общевойсковой Краснознамённой армии (до 11 ноября 1993 года 2-я гв. ТА) Краснознамённого Приволжского военного округа.
В ноябре — декабре 1997 года 90-я гвардейская танковая дивизия (формирования 1985 года) была преобразована в 968-ю гвардейскую базу хранения вооружения и военной техники (танковых войск), а её 6-й гвардейский танковый полк в отдел 5968-й БХВТ (т).
В 2005 году 5968-я база была расформирована
В 2016 году формирование воссоздано как 6-й танковый полк (в/ч 939920) 90-й гвардейской танковой дивизии, с местом дислокации город Чебаркуль. Указом Президента РФ В. В. Путина № 382 от 30 июня 2018 года полку присвоено почётное наименование — 6-й гвардейский танковый Львовский ордена Ленина, Краснознамённый, орденов Суворова, Кутузова и Богдана Хмельницкого полк.

## Награды и почётные наименования
| Награда (наименование)                | Дата награждения                                                                | За что получена |
| ------------------------------------- | ------------------------------------------------------------------------------- | --- |
| Почётное звание «Гвардейская»         | присвоено приказом НКО СССР № 78 от 17 марта 1942 года                          | звание унаследовано от 5-го гвардейского мотострелкового полка |
| Почётное наименование «Львовская»     | присвоено приказом Верховного главнокомандующего № 0256 от 10 августа 1944 года | в ознаменование одержанной победы и отличия в боях за овладение городом Львов |
| Орден Ленина                          | награждена указом Президиума Верховного Совета СССР от 28 мая 1945 года         | за образцовое выполнение заданий командования в боях с немецкими захватчиками при овладении городом Бранденбург и проявленные при этом доблесть и мужество |
| Орден Красного Знамени                | награждена указом Президиума Верховного Совета СССР от 17 ноября 1939 года      | орден унаследован от 601-го стрелкового полка (за доблесть и мужество, проявленные личным составом при выполнении боевых заданий Правительства) |
| Орден Суворова II степени             | награждена указом Президиума Верховного Совета СССР от 19 февраля 1945 года     | за образцовое выполнение заданий командования в боях с немецкими захватчиками, за овладение городом Кельце и проявленные при этом доблесть и мужество |
| Орден Кутузова II степени             | награждена указом Президиума Верховного Совета СССР от 26 апреля 1945 года      | за образцовое выполнение заданий командования в боях немецкими захватчиками при овладении городами Ратибор, Бискау и проявленные при этом доблесть и мужество |
| Орден Богдана Хмельницкого II степени | награждена указом Президиума Верховного Совета СССР от 28 мая 1945 года         | за образцовое выполнение заданий командования в боях при прорыве обороны немцев на реке Нейссе и овладении городами Коттбус, Люббен, Цоссен, Беелитц, Лукенвальде, Тройенбритцен, Цана, Мариенфельде, Треббин, Рангсдорф, Дидерсдорф, Кельтов и проявленные при этом доблесть и мужество |

## Командование бригады

### Командиры бригады
- гвардии майор Югасов Г. И. (с 06.1943 по 07.1943)
- гвардии полковник Артёменко Василий Михайлович (с 11.07.1943 по 15.08.1943)
- гвардии полковник Рывж, Всеволод Езупович (с 15.08.1943 по 26.01.1945), тяжело ранен 26.01.1945
- гвардии подполковник Махно Ефим Клементьевич (с 28.1.1945 по 26.3.1945 отстранён)[12]
- гвардии подполковник Щербак, Григорий Михайлович (с 04.1945 по 24.06.1945), на февраль 1945 — врио командира[13]

### Начальники штаба бригады
- гвардии подполковник Баранов (с 07.1943 по 09.1943)
- гвардии майор, гвардии подполковник Щербак Григорий Михайлович (с 4.09.1943 по 03.1945)[12]
- гвардии майор Бубнов Леонид Петрович (с 26.03.1945 по 24.06.1945)[14]

## Отличившиеся воины
За годы Великой Отечественной войны 6 тысяч воинов бригады были награждены орденами и медалями, и 15 удостоены звания Героя Советского Союза.
По данным сайтов: «Подвиг народа» и «Герои страны».
16-я гв. мехбригада
- Алеевский, Алексей Ильич Лейтенант Командир роты
- Барабанов, Пётр Иванович Лейтенант Командир танкового взвода
- Бушмакин, Алексей Петрович гвардии майор Командир батальона
- Быков, Леонид Тимофеевич гвардии лейтенант Командир танка Т-34
- Гусев, Иван Петрович гвардии старший лейтенант Командир танкового взвода
- Доронин, Василий Александрович гвардии Лейтенант Командир танковой роты
- Крамаренко, Андрей Макарович гвардии старший лейтенант Командир танковой роты
- Курцев, Борис Викторович гвардии майор Командир танкового полка
- Панкратов, Иван Тихонович, гвардии ефрейтор, разведчик взвода управления артиллерийского дивизиона 16-й гвардейской механизированной бригады.
- Перевертнюк, Ефрем Климович гвардии лейтенант Командир взвода
- Радугин, Михаил Яковлевич гвардии лейтенант Командир разведывательного взвода
- Разин, Виктор Ефимович гвардии сержант Командир отделения
- Рубленко, Иван Александрович, гвардии майор, командир артиллерийского дивизиона.
- Рывж, Всеволод Езупович[17] гвардии полковник Командир 16-й гв. мехбригады
- Рыжов, Владимир Григорьевич гвардии майор Командир мотострелкового батальона
- посмертно Савельев, Константин Александрович гвардии старший сержант командир орудия танка
- Спехов, Фёдор Яковлевич получил Героя за Халхин-Гол в 603-м СП 82-й СД. Всю войну прошёл в 16-й МехБр.(погиб 1.4.1945- ОБД)
- Тарасов Кузьма Николаевич, гв.мл. сержант,  был награжден орденом Славы III ст., Орден Красной Звезды,медалью  «За боевые заслуги"